# James George (Gewichtheber)

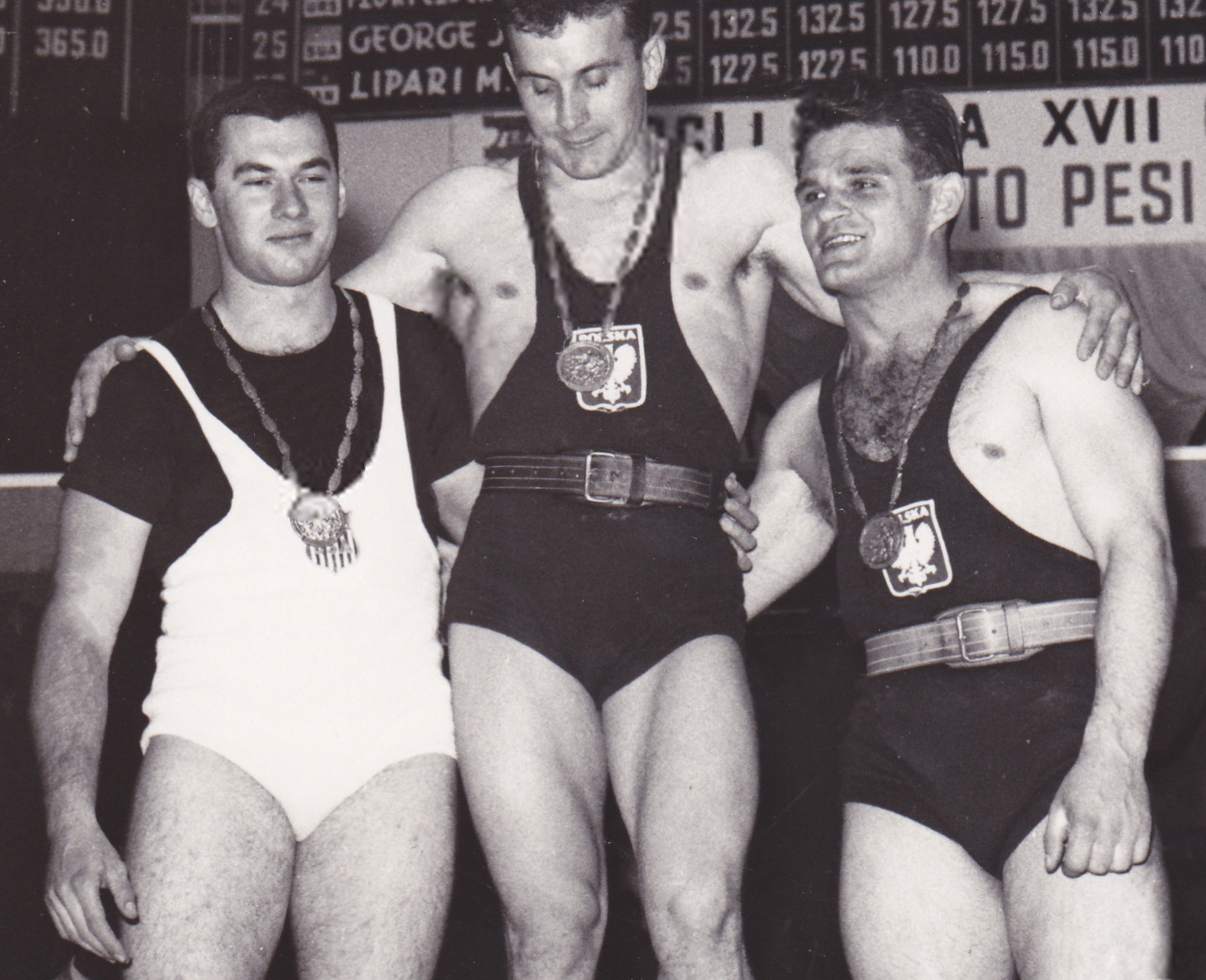
James George (links) bei den Olympischen Spielen 1960

James George (* 1. Juni 1935 in Akron/Ohio) ist ein ehemaliger US-amerikanischer Gewichtheber.

## Werdegang
Jim, wie er allgemein genannt wurde, war der um sechs Jahre jüngere Bruder des Olympiasiegers im Gewichtheben, Peter George. Von diesem animiert, begann er in der High School ebenfalls mit dem Gewichtheben und zeigte in regionalen Wettkämpfen seine hervorragende Veranlagung. Da sich gegen Ende der 1950er Jahre die Karrieren sehr erfolgreicher amerikanischer Gewichtheber ihrem Ende zuneigten, wurde Jim George als junger Gewichtheber von Bob Hofmann besonders gefördert, um die entstandene Lücke zu schließen. Jim erreichte auch sehr schnell die Weltspitze, doch gelang ihm kein internationaler Titelgewinn.

### Internationale Erfolge
(OS = Olympische Spiele, WM = Weltmeisterschaft, Ls = Leichtschwergewicht, Ms = Mittelschwergewicht)
- 1955, 3. Platz, WM in München, Ls, mit 402,5 kg, hinter Thomas Kono, USA, 435 kg und Wassili Stepanow, UdSSR, 425 kg;
- 1956, Bronzemedaille, OS in Melbourne, Ls, mit 417,5 kg, hinter Kono, 447,5 kg und Stepanow, 427,5 kg;
- 1957, 2. Platz, WM in Teheran, Ls, mit 422,5 kg, hinter Trofim Lomakin, UdSSR, 450 kg und vor Jallal Mansouri, Iran, 412,5 kg;
- 1958, 2. Platz, WM in Stockholm, Ls, mit 435 kg, hinter Lomakin, 440 kg und vor Marcel Paterni, Frankreich, 432,5 kg;
- 1959, 1. Platz, PanAm Games, Ls, mit 402,5 kg, vor Guittens, Venezuela, 375 kg und Collee, Puerto Rico, 372,5 kg;
- 1959, 3. Platz, WM in Warschau, Ls, mit 417,5 kg, hinter Rudolf Plukfelder, UdSSR, 457,5 kg und Ireneusz Paliński, Polen, 432,5 kg;
- 1960, 1. Platz, Nordamerikanische Meisterschaften, Ms, mit 425 kg, vor Hudson, USA, 420 kg;
- 1960, Silbermedaille, OS in Rom, Ls, mit 430 kg, hinter Paliński, 442,5 kg und vor Jan Bochenek, Polen, 420 kg;
- 1961, 6. Platz, WM in Wien, Ms, mit 432,5 kg;
- 1962, 4. Platz, WM in Budapest, Ms, mit 435 kg, hinter Louis Martin (Gewichtheber), Großbritannien, 480 kg, Paliński, 470 kg und Bill March, USA, 460 kg

### USA-Meisterschaften
- 1953, 3. Platz, Ls, mit 340 kg, hinter Stanley Stanczyk, 415 kg und Dave Sheppard, 405 kg;
- 1956, 1. Platz, Ls, mit 397,5 kg, vor Raymond, 382,5 kg;
- 1957, 2. Platz, Ls, mit 425 kg, hinter Kono, 440 kg und vor Sheppard, 410 kg;
- 1958, 1. Platz, Ls, mit 400 kg, vor Brewer, 370 kg;
- 1959, 1. Platz, Ls, mit 410 kg, vor Stelzen, 372,5 kg;
- 1961, 2. Platz, Ms, mit 425 kg, hinter March, 432,5 kg